# نهر مالايا بيلايا
مالايا بيلايا ( (بالروسية: Малая Белая)‏) هو نهر صغير يقع في شبه جزيرة كولا في مورمانسك أوبلاست، روسيا.

## الجغرافيا
ينبع النهر من جبال خيبيني ويتدفق داخل واد عميق عند سفح يوديتشفومتشور. يصب في بحيرة إيماندرا . يبلغ طول نهر مالايا بيلايا 13 كيلومتر (8.1 ميل)، ومساحة حوض تصريفه 83 كيلومتر مربع (32 ميل2).